# Championnat de Santa Catarina de football 2001
Navigation
Édition précédente Édition suivante
Le championnat de Santa Catarina de football de 2001 était la 76e édition du championnat de Santa Catarina de football. Il fut remporté par le club de Joinville EC, qui remporte à cette occasion son 12e titre à ce niveau, le deuxième consécutif.

## Règles
Le championnat se déroule deux phases, matches aller et matchs retour. Le 1er de la phase aller gagne sa place pour le tournoi final à quatre, où le rejoint le vainqueur de la phase retour. Ces deux équipes bénéficient d'un point de bonus pour le tournoi final à quatre. Les deux autres meilleures équipes en nombres de points sur les deux phases cumulées sont également qualifiées pour le tournoi à quatre.
Les quatre équipes qualifiées pour le tournoi final s'affrontent en championnat avec matches aller et retour. Les deux premiers de ce mini-championnat disputent la finale qui désigne le champion.

## Finale
En finale, le Joinville EC bat le Criciúma EC.

## Sources
- (pt) Cet article est partiellement ou en totalité issu de l’article de Wikipédia en portugais intitulé « Campeonato Catarinense de Futebol de 2001 » (voir la liste des auteurs).